# Riu Kafue

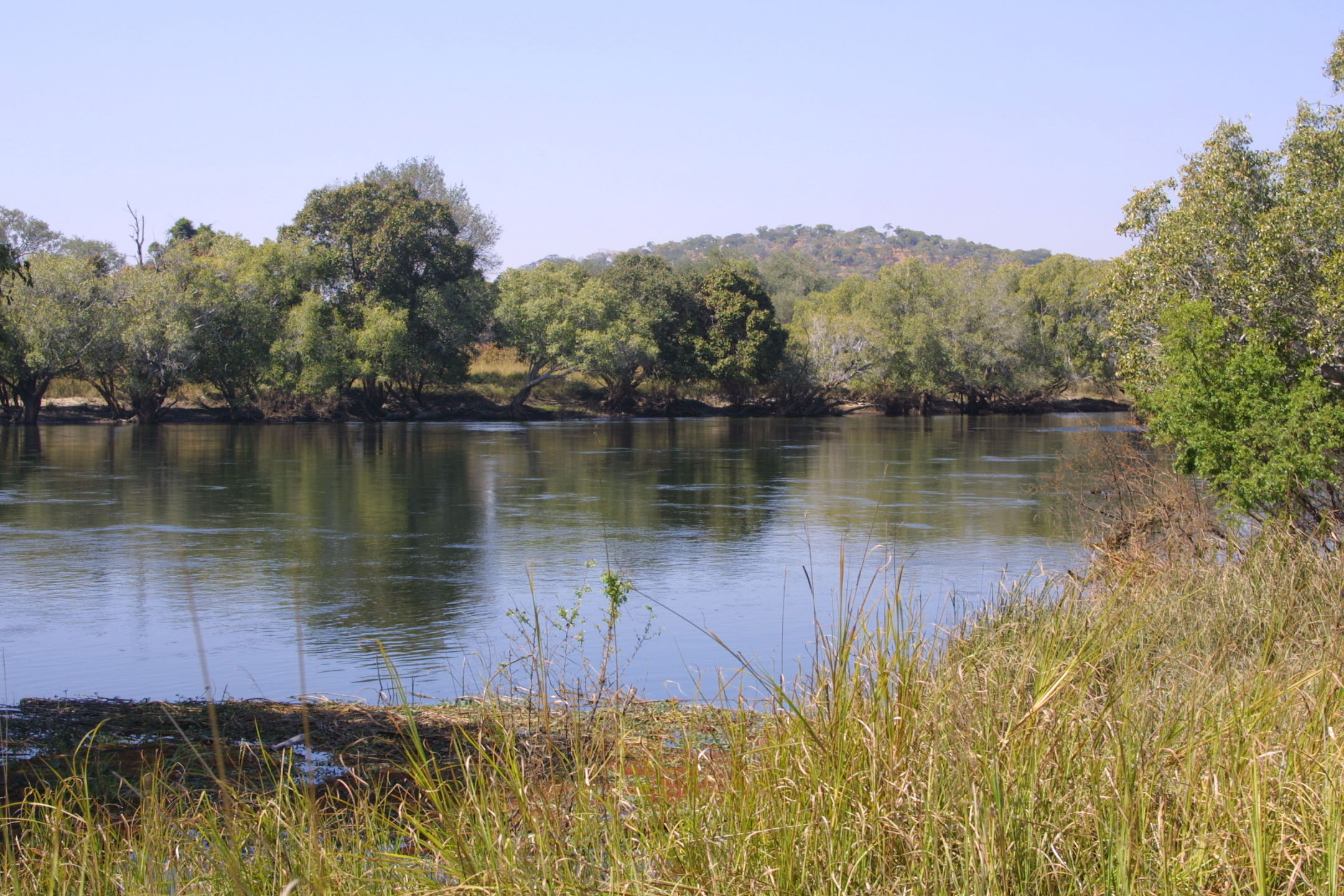
El riu Kafue a Chamufumbu, Zàmbia

El Kafue és el principal afluent del riu Zambezi i es troba completament dins Zàmbia.

## Característiques
Fa 960 km de llargada, La seva conca de drenatge és de 155.000 km² i té un cabal mitjà de 320 m³/s a la seva part final amb molta variació estacional. La seva descàrrega anual al riu Zambezi és de 10 km³.

## Curs
El riu Kafue neix a 1.350 m d'altitud en un altiplà relativament pla just al sud de la frontera entre Zàmbia i la República Democràtica del Congo, 120 km al nord-oest de Chingola en la Província Copperbelt. Aquesta zona té una pluviometria d'uns 1,200 litres en l'estació humida.
A la zona de Copperbelt, s'agafa aigua del riu per als regadius locals.
Quan entra al parc nacional Kafue National Park, que és el segon parc nacional més extens d'Àfrica, rep els seus dos afluents principals, el riu Lunga i el riu Lufupa. El riu Kafue passa pel límit sud-est de la Plana Busanga la qual té molta fauna de búfals del Cap, zebres i antílops. Durant l'estació humida la plana del Lufupa s'inunda.
Com l'Alt Zambezi i els rius Okavango i Cuando, el riu Kafue discorre cap al Llac Makgadikgadi i el riu Limpopo, però el terreny de la zona té un aixecament tectònic i per això el riu Kafue erosiona un canal anomenat “Itezhi-Tezhi Gap” aquí l'any 1977 s'hi va construir una presa i es va formar un embassament de 50 km de llargada per 10 km d'amplada.
En el seu curs cap a l'est el riu travessa una plana anomenada “Kafue Flats” amb gran abundància de vida silvestre. S'hi han establert els parcs nacionals de Lochinvar i Blue Lagoon National Park.
Al voltant de Mazabuka i a mesura que el riu s'apropa a la població de Kafue,hi ha plantacions de canya de sucre i altres explotacions agrícoles en el fèrtil sòl de color negre que durant l'estació seca es rega amb aigua del riu.
A partir d'aquí hi ha un segona presa i embassament (Kafue Gorge Dam) que genera electricitat. El Zambezi inferior finalment captura el riu Kafue. La seva confluència és a uns 20 km al nord de Chirundu, Zàmbia.

## Contaminació
Quan el riu Kafue flueix per la zona de Copperbelt té un gran risc de contaminar-se per les mines de coure.
Als Kafue Flats, l'excés de fòsfor dels fertilitzants agrícoles del Nakambala Sugar Estate 8 que rega i cultiva una superfície de 134,13 km²) poden causar florides massives d'algues amb reducció de la població de peixos.